# Karpenisi
Karpenisi (in greco Καρπενήσι?) è un comune della Grecia situato nella periferia della Grecia Centrale (unità periferica dell'Euritania) con 12 328 abitanti secondo i dati del censimento 2001.
A seguito della riforma amministrativa detta Programma Callicrate in vigore dal gennaio 2011 che ha abolito le prefetture e accorpato numerosi comuni, la superficie del comune è ora di 949 km² e la popolazione è passata da 9 390  a 12 328 abitanti.